# Леотар
Леотар или Леутар је планина у граду Требиње, Република Српска, БиХ. Највиши врх Леотара се налази на надморској висини од (1.244 метара). Планина Леотар се налази сјеверно изнад града Требиња у области Источна Херцеговина. На Леотару се налази важан ТВ предајник Радио телевизије Републике Српске који својим сигналом покрива читаво подручје Источне Херцеговине.

## Назив
Назив планине Леотар потиче од грчке ријечи (грч. leios - свијетао), (у поређењу (грч. leioteros - свијетлији). Правилан назив планине гласи Леутар или Левтар, док је у употреби најраширенији назив Леотар.

## Клима
Иако је на великој надморској висини, снијег на Леотару пада веома ријетко, у просјеку само око 20 дана годишње. Највише због близине Јадранскога мора. Просјечна годишња температура на самоме врху је око 10 °C.

## Занимљивости
За вријеме ведрих зимских дана, непосредно прије изласка или послије заласка сунца, могуће је чак видјети италијанску обалу, као и многобројна хрватска острва.
Требињски фудбалски клуб Леотар је добио назив по планини Леотар. Taкође, већина спортских колектива у Требињу носи назив Леотар. Један од познатијих клубова уз фудбалски је Женски рукометни клуб Леотар (ЖРК Леотар).